# Antonio Cabrini
Antonio Cabrini (født 8. oktober 1957 i Cremona, Italien) er en italiensk tidligere fodboldspiller (venstre back) og -træner, der blev verdensmester med Italiens landshold ved VM 1982.

## Karriere
Cabrini spillede hele sin karriere i hjemlandet, og tilbragte hele 13 år hos Juventus i Torino. Han vandt en lang række titler med klubben, heriblandt seks italienske mesterskaber og to Coppa Italia-titler. Han var også med til at vinde samtlige de tre store europæiske klubturneringer, Mesterholdenes Europa Cup, UEFA Cuppen og Europa Cuppen for Pokalvindere. Han stoppede sin karriere i 1991 efter to sæsoner hos Bologna FC.
For det italienske landshold nåde Cabrini at spille 73 kampe, hvori han scorede ni mål. Han blev verdensmester med holdet ved VM 1982 i Spanien, og spillede samtlige italienernes syv kampe i turneringen, herunder finalen mod Vesttyskland, hvor han brændte et straffespark. Han deltog også ved både VM 1978 i Argentina, VM 1986 i Mexico samt EM 1980 på hjemmebane.

## Titler
Serie A
- 1977, 1978, 1981, 1982, 1984 og 1986 med Juventus

Coppa Italia
- 1979 og 1983 med Juventus

Mesterholdenes Europa Cup
- 1985 med Juventus

Europa Cuppen for Pokalvindere
- 1984 med Juventus

UEFA Cup
- 1977 med Juventus

UEFA Super Cup
- 1984 med Juventus

Intercontinental Cup
- 1985 med Juventus

VM
- 1982 med Italien